# Hommes et Mondes
La revue Hommes et Mondes est une ancienne revue mensuelle française qui a fusionné en 1956 avec la Revue des deux Mondes.
Voir la correspondance entre Ernest Mercier et Gaston Riou, président général de l'Union économique et douanière européenne, au sujet de la revue Planète. Elle a été créée conjointement par Mercier et Riou en octobre 1947 et de la revue Hommes et Mondes pour laquelle une société anonyme fut créée sous la dénomination Société d'édition de revues et publications (également en 1947).